# Scott LaFaro
Scott LaFaro (3. dubna 1936 Newark, New Jersey – 6. července 1961 Geneva, New York) byl americký jazzový kontrabasista. Nejprve hrál na klarinet, později přešel k saxofonu a až ve svých osmnácti letech začal hrát na kontrabas. V letech 1955–1956 hrál v kapele pozounisty Buddyho Morrowa a následně do roku 1957 s trumpetistou Chetem Bakerem. Od roku 1959 působil v kapele klavíristy Billa Evanse. Zemřel při autonehodě ve svých pětadvaceti letech. Během své kariéry spolupracoval i s dalšími hudebníky, mezi které patří Ornette Coleman, Booker Little, Hampton Hawes nebo Victor Feldman. Jako první definoval moderní styl hraní na kontrabas a to jak v sólových partech, tak v doprovodu kapely. Svou hrou ovlivnil mnoho generací kontrabasistů.